# Guerra civile dello Yemen del Sud
La guerra civile dello Yemen del Sud, nota localmente anche con l'espressione "gli eventi del 13 gennaio" o semplicemente "gli eventi", fu un breve ma sanguinoso conflitto civile intercorso tra il 13 e il 24 gennaio 1986 nella Repubblica Democratica Popolare dello Yemen (o Yemen del Sud).
Il conflitto originò da una disputa politica tutta interna al Partito Socialista Yemenita (PSY), il partito unico che governava con impostazione sovietica la repubblica sudyemenita: la disputa vedeva in particolare contrapporsi l'ala più pragmatica e moderata del partito, capitanata dal presidente in carica Ali Nasir Muhammad, a quella più dogmatica e intransigente, guidata dall'ex presidente Abd al-Fattah Isma'il deposto da Nasir Muhammad sei anni prima. Un tentativo il 13 gennaio 1986 di Nasir Muhammad di assassinare i membri del Politburo del PSY a lui ostili degenerò rapidamente in un conflitto su vasta scala, coinvolgendo ben presto le forze armate che si spaccarono tra le due fazioni e impiegarono i loro armamenti pesanti nei combattimenti per le strade delle principali città.
Il conflitto si concluse il 24 gennaio con la sconfitta della fazione di Nasir Muhammad, che dovette lasciare il paese e recarsi in esilio. Buona parte della dirigenza del PSY, tra cui lo stesso Isma'il, era tuttavia rimasta uccisa, lasciando la guida dello Stato a figure di secondo piano. Il breve conflitto causò pesanti perdite umane e distrusse l'economia locale, lasciando lo Yemen del Sud gravemente indebolito; nel lungo periodo ciò favorì il rilancio del processo di riunificazione con la Repubblica Araba dello Yemen (Yemen del Nord), conclusosi infine nel maggio 1990 con la proclamazione di un'unitaria Repubblica dello Yemen.

## Antefatti

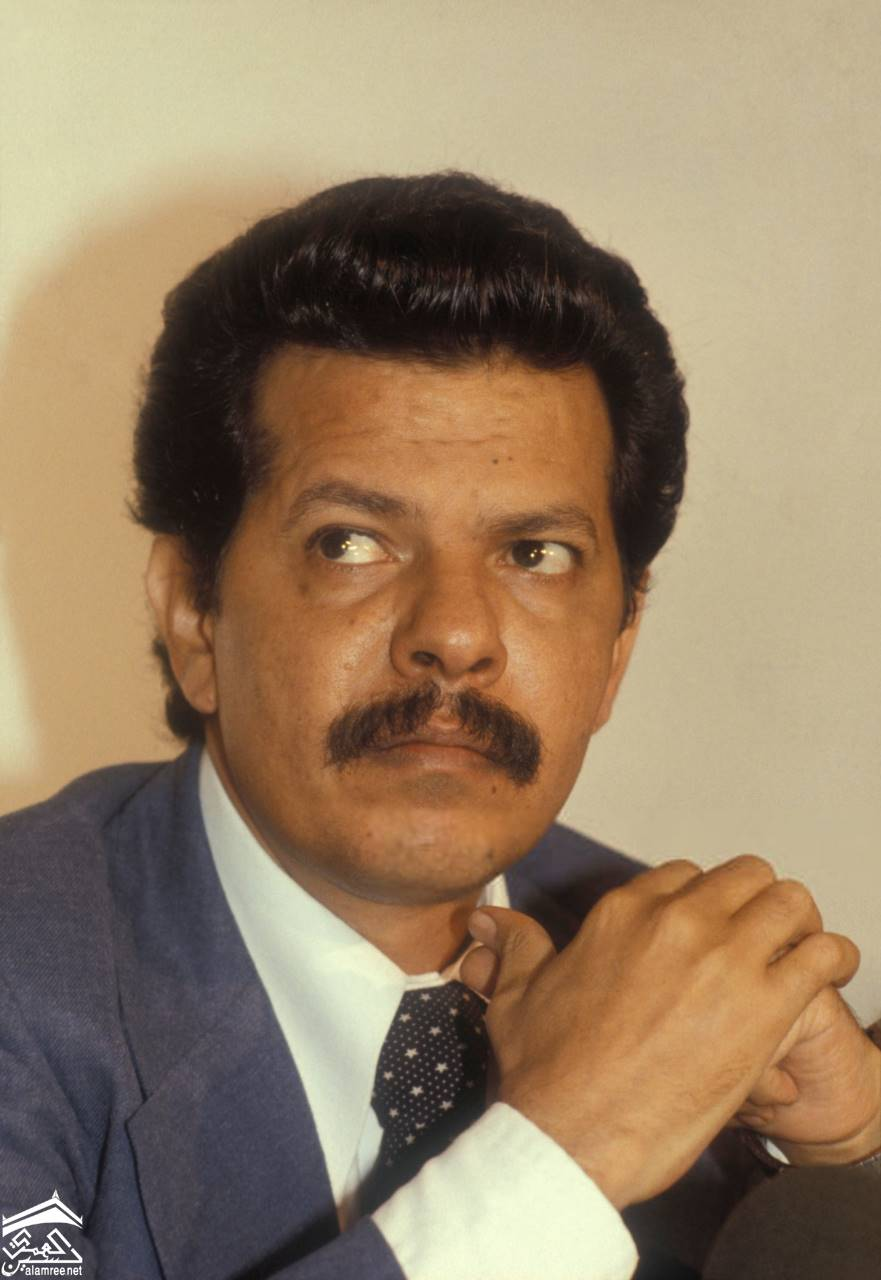
Abd al-Fattah Isma'il in una foto del 1979

La parte meridionale dell'odierno Yemen ottenne formalmente l'indipendenza dal dominio coloniale del Regno Unito il 30 novembre 1967, dopo un conflitto di guerriglia lungo quattro anni tra le truppe britanniche e i locali movimenti armati indipendentisti; la Federazione dell'Arabia Meridionale creata dai britannici collassò lasciando il posto a una "Repubblica Popolare dello Yemen Meridionale" dominata dal principale gruppo guerrigliero indipendentista, il Fronte di Liberazione Nazionale (FLN). La nuova repubblica si rivelò cronicamente instabile: nel luglio-agosto 1968 una rivolta interna alle stesse forze armate venne soffocata nel sangue, mentre il 22 giugno 1969 Qahtan Muhammad al-Sha'bi, leader del FLN e primo presidente della repubblica, venne deposto da un colpo di Stato (noto come "Movimento correttivo") tutto interno al partito e fu rimpiazzato da un Consiglio di presidenza di cinque membri guidato da Salim Rubayy' 'Ali; il golpe segnò la sconfitta dell'ala nasserista del FLN e la presa del potere da parte degli elementi più marxisti del partito, che impressero una netta svolta a sinistra per il nuovo Stato. Tutti i partiti politici esistenti vennero banditi o amalgamanti all'interno del FLN in un sistema a partito unico e, dopo l'adozione di una nuova costituzione, il 30 novembre 1970 lo Stato cambiò nome in Repubblica Democratica Popolare dello Yemen (RDPY), l'unico regime di stampo dichiaratamente marxista-leninista mai sorto nella Penisola Araba; in campo internazionale, la nuova Repubblica si affrettò a stringere solidi legami con il Blocco orientale, ricevendo consiglieri militari, armamenti e sostegno finanziario dall'URSS in cambio dell'apertura alle navi della Marina militare sovietica dello strategico porto di Aden.
Mentre portava avanti l'adozione di riforme economiche e sociali di stampo socialista, il regime della RDPY si ritrovò internamente diviso in una difficile coabitazione al potere tra il presidente del Consiglio di presidenza Salim Rubayy' 'Ali e Abd al-Fattah Isma'il, segretario generale del FLN e presidente del Praesidium del Consiglio supremo del popolo (l'organo legislativo sudyemenita). Il radicalismo del governo insediato ad Aden rese difficoltosi i negoziati per arrivare a un'unificazione con l'altra compagine statale yemenita, la Repubblica Araba dello Yemen o Yemen del Nord, il cui governo era invece orientato su posizioni più conservatrici e di destra: il processo di unificazione conobbe vari alti e bassi, culminati in due brevi guerre di confine tra i due Yemen nel 1972 e nel 1979. Lo Yemen del Sud prese inoltre a sostenere con armi e basi i movimenti di opposizione armata di stampo socialista interni al vicino settentrionale, in questo ben presto imitato dallo stesso Yemen del Nord che perse ad armare i gruppi di oppositori interni alla RDPY. Alla sovversione alimentata dall'esterno si univa l'instabilità tutta interna alla dirigenza sudyemenita: il 26 giugno 1978 il contrasto tra Salim Rubayy' 'Ali e Abd al-Fattah Isma'il sfociò nel rovesciamento del primo, poi arrestato e giustiziato; scontri armati tra i sostenitori dei due uomini forti proseguirono fino al 3 luglio, e videro anche l'intervento in appoggio di Isma'il di truppe del Regime marxista etiope e di fuoco d'artiglieria delle navi sovietiche presenti ad Aden. Isma'il si assicurò rapidamente il controllo delle istituzioni di governo ed epurò gli oppositori rimasti; il moderato Ali Nasir Muhammad divenne nuovo presidente del Consiglio di presidenza, ma il potere vero rimase in mano a Isma'il, un radicale che propugnava una visione dogmatica secondo il modello del "socialismo scientifico". Isma'il impose una riorganizzazione dello Stato sul modello sovietico: il 14 ottobre 1978 il FLN assunse la denominazione di Partito Socialista Yemenita (PSY), e alle successive elezioni del 27 dicembre Isma'il, già acclamato segretario del PSY, divenne il capo di Stato dello Yemen del Sud con la carica di presidente del Praesidium del Consiglio supremo del popolo, mentre Nasir Muhammad passava alla carica di primo ministro.
Il dominio di Isma'il sullo Yemen del Sud ebbe una brusca interruzione il 21 aprile 1980, quando questi rassegnò le dimissioni da tutti gli incarichi e lasciò il paese per recarsi a Mosca: ufficialmente una decisione presa per motivi di salute, per quanto alcune fonti parlino piuttosto di un colpo di Stato incruento attuato dall'ala più moderata del PSY. Nasir Muhammad rimpiazzò Isma'il tanto nel ruolo di segretario del partito quanto in quello di presidente del Praesidium, dando una svolta alla politica del paese: meno dottrinario e più pragmatico nelle politiche interne, in politica estera Nasir Muhammad promosse un periodo di distensione e di cooperazione con gli Stati confinati. In particolare, Nasir Muhammad stabilì buone relazioni con il nuovo presidente della Repubblica Araba dello Yemen, 'Ali 'Abd Allah Saleh, rilanciando notevolmente i negoziati per una unificazione pacifica dei due Yemen; nell'ambito di questa nuova politica internazionale lo Yemen del Sud interruppe il sostegno al movimento guerrigliero socialista attivo entro i confini del suo vicino settentrionale (il Fronte Democratico Nazionale), portando a una sua rapida sconfitta per mano delle forze governative nordyemenite. Questo cambio di linea in politica estera non fu tuttavia accettato dall'ala più radicale del PSY la quale anzi contestò pesantemente l'operato di Nasir Muhammad, criticandolo per aver causato la sconfitta dei rivoluzionari nello Yemen del Nord e per aver abbandonato l'idea di unificare i due Yemen manu militari. Non giovò alla tranquillità di Nasir Muhammad la notizia, alla fine del 1985, del rientro in patria dal suo esilio moscovita di Isma'il: pur assumendo formalmente solo la carica di membro del Politburo del PSY, Isma'il divenne ben presto il leader simbolico del movimento di opposizione, interno al partito, verso il governo di Nasir Muhammad. Questa opposizione crebbe così tanto che, all'inizio del 1986, perfino la dirigenza sovietica dovette prendere atto dell'impopolarità di Nasir Muhammad all'interno del suo stesso partito, iniziando a incoraggiare gli oppositori a progettare una sua rimozione dal potere; intuendo questo stato di cose, Nasir Muhammad decise di intervenire per eliminare l'opposizione al suo regime in maniera definitiva.

## La guerra

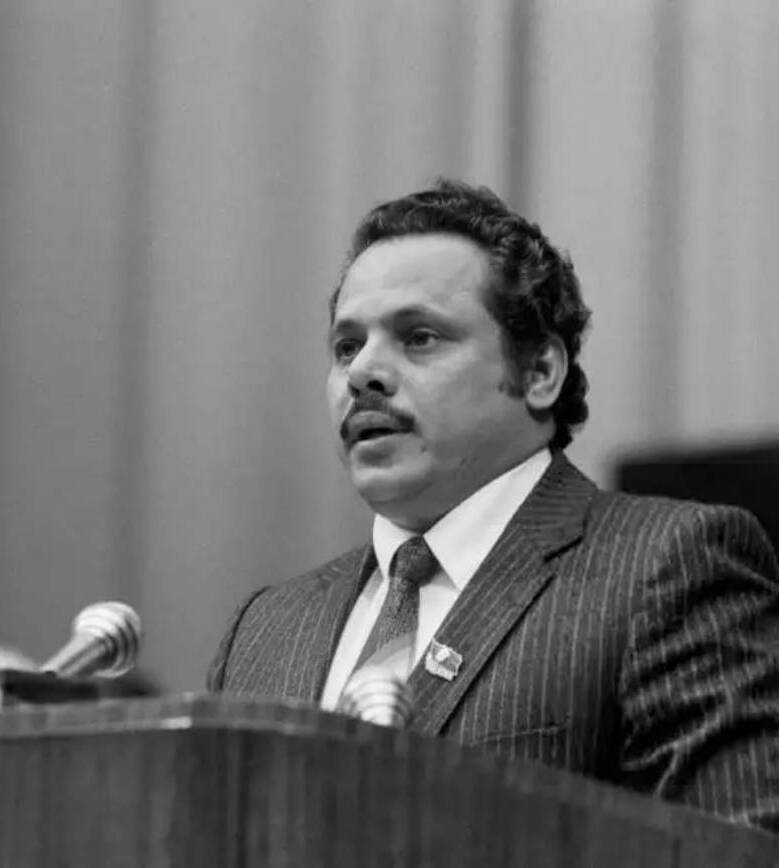
Ali Nasir Muhammad in una foto del 1981

Il 13 gennaio 1986 i quindici membri del Politburo del PSY furono convocati nella sede del partito per una riunione di routine. Poco prima che la riunione iniziasse, con tutti i principali oppositori di Nasir Muhammad riuniti nella stessa stanza, alcuni membri della guardia presidenziale presenti sul posto estrassero le loro armi e iniziarono a fare fuoco sui presenti; poiché diversi membri del Politburo erano a loro volta armati e accompagnati da guardie del corpo, l'azione degenerò in una confusa sparatoria che lasciò diversi morti a terra: tra gli uccisi figurarono tre importanti oppositori di Nasir Muhammad, ovvero il vicepresidente Ali Ahmad Nasir Antar, il ministro della difesa Saleh Muslih Qassem e il responsabile della disciplina del partito Ali Shayi' Hadi. Apparentemente Isma'il riuscì a lasciare incolume l'edificio ma scomparve successivamente senza lasciare traccia, cadendo probabilmente vittima dei feroci combattimenti che eruppero nelle strade di Aden tra le opposte fazioni.
Per i successivi dodici giorni, lo Yemen del Sud sprofondò in una feroce guerra a tutto campo tra i lealisti di Nasir Muhammad e gli oppositori del presidente; le forze armate sudyemenite si divisero tra le due fazioni, impiegando i loro armamenti pesanti nei combattimenti nelle strade delle principali città del paese. Le unità dell'aviazione dislocate nella base aerea di Aden si schierarono dalla parte degli oppositori, e due caccia MiG-21 furono abbattuti dal fuoco da terra mentre bombardavano postazioni lealiste nella città di Zinjibar; il resto dell'aviazione e della marina militare sudyemenita rimase invece fedele al governo di Nasir Muhammad, e navi e aerei lealisti bombardarono pesantemente le postazioni dell'opposizione ad Aden. Circa il 75% degli apparecchi in forza all'aviazione militare sudyemenita, ben equipaggiata e addestrata dai sovietici, andò perduto nel corso dei combattimenti.
Senza schierarsi apertamente con una delle due parti, l'Unione Sovietica si fece promotrice il 16 gennaio di una proposta di tregua che arrestasse i combattimenti tra le due fazioni; anche il presidente nordyemenita Saleh pronunciò il 19 gennaio un appello per un immediato cessate il fuoco. Alla fine, con le sue forze sconfitte sul campo, il 24 gennaio Nasir Muhammad si dimise dal suo incarico e si recò in esilio in Egitto; scampato al massacro dei membri del Politburo, Ali Salim al-Bayd lo rimpiazzò alla guida del partito mentre il primo ministro Haydar Abu Bakr al-Attas subentrò come nuovo presidente del Praesidium e capo di Stato dello Yemen del Sud.

## Conseguenze
Per quanto breve, la guerra civile dello Yemen del Sud si rivelò un conflitto sanguinoso e pesantemente distruttivo. I morti ufficiali causati dal conflitto furono indicati in 4330, per quanto altre stime alzino questa cifra a 10000 morti in totale, concentrati prevalentemente nei ranghi delle forze armate e degli iscritti al PSY. Migliaia di sudyemeniti, stimati tra i 12000 e i 60000, lasciarono il paese emigrando nello Yemen del Nord e in Arabia Saudita per evitare purghe e vendette dei vincitori. L'economia del paese uscì devastata dal conflitto: i danni fisici causati dai combattimenti vennero stimati in 140 milioni di dollari, un ammontare pari a un quinto di tutti gli aiuti finanziari stranieri ricevuti dal paese sin dalla sua indipendenza.
I danni causati dalla guerra alle finanze del paese si rivelarono difficili da sanare, in particolare perché l'Unione Sovietica, principale sostenitore e finanziatore dello Yemen del Sud, stava ormai iniziando a dibattersi in quella crisi che, nel giro dei successivi quattro anni, avrebbe portato alla sua completa dissoluzione; la perdita dell'appoggio sovietico e del Blocco orientale lasciò lo Yemen del Sud isolato e vulnerabile anche sul piano diplomatico. Il conflitto indebolì anche lo steso PSY, la cui dirigenza venne decimata: almeno 55 alti esponenti del partito rimasero uccisi nei combattimenti. Subito dopo la conclusione della guerra i negoziati per l'unione con lo Yemen del Nord vennero temporaneamente sospesi, ma nel lungo periodo il conflitto finì invece con il favorire il processo di riunificazione dello Yemen: la nuova dirigenza sudyemenita si rese ben presto conto di non poter sanare l'economia nazionale senza più il sostegno finanziario dell'Unione Sovietica, ma che possibilità in tal senso potevano venire dallo sfruttamento di alcuni giacimenti di petrolio individuati lungo il confine tra Yemen del Nord e Yemen del Sud, sfruttamento che poteva avvenire però unicamente tramite una collaborazione tra i due Stati. Il conflitto inoltre eliminò con la morte o l'esilio buona parte degli "uomini forti" della dirigenza sudyemenita, eliminando la possibilità che qualcuno di loro potesse entrare in competizione con il presidente nordyemenita Saleh per la direzione del nuovo Stato unificato.
Il pragmatico e moderato regime di al-Bayd riaprì quindi i negoziati di riunificazione con lo Yemen del Nord, portando alla stipula di un accordo in tal senso il 30 novembre 1989 per una transizione ordinata verso uno Stato unico. Il processo si concluse ufficialmente il 22 maggio 1990 con la proclamazione dell'unitaria Repubblica dello Yemen, con il nodyemenita Saleh a ricoprire la carica di presidente della repubblica e il sudyemenita al-Bayd nella veste di vicepresidente.